# Manfred Röhrs
Manfred Röhrs (* 22. September 1927 in Rotenburg an der Wümme; † 10. November 2005) war ein deutscher Zoologe und ein Experte auf dem Gebiet der Morphologie der Wirbeltiere. Sein Spezialgebiet waren die evolutiven Veränderungen des Körperbaus im Verlauf der Haustierwerdung von Wildtieren – speziell des Gehirns – unter dem Gesichtspunkt der Allometrie. Von 1965 bis zu seiner Pensionierung im Jahr 1993 war er Professor für Zoologie an der Tierärztlichen Hochschule Hannover.

## Leben
Manfred Röhrs ging in Rotenburg und Bremen zur Schule. Danach studierte er an der Universität Kiel die Fächer Zoologie, Botanik, Bakteriologie und Chemie. Seine Doktorarbeit verfasste er am Institut für Haustierkunde in Kiel in der Arbeitsgruppe von Wolf Herre, 1953 wurde er promoviert. Als Postdoc erhielt er bei Herre eine Anstellung als wissenschaftlicher Mitarbeiter, 1959 folgten die Habilitation und die Erteilung der Lehrbefugnis für Zoologie und Vergleichende Anatomie. Im gleichen Jahr nahm er das Angebot von Curt Kosswig an, als Nachfolger von Erna Mohr die Leitung der Säugetierabteilung am Zoologischen Staatsinstitut und Zoologischen Museum in Hamburg zu übernehmen.
In mehreren, teils monatelangen Expeditionen nach Afrika und Südamerika sorgte er dafür, dass die Hamburger Sammlung von Säugetier-Skeletten um zahlreiche neue Exemplare ergänzt wurde. 1965 wurde er zum Professor an der Universität Hamburg ernannt. Im gleichen Jahr erhielt er einen Ruf nach Hannover auf den Lehrstuhl des neu eingerichteten Instituts für Zoologie an der Tierärztliche Hochschule, den er annahm und bis zu seiner Pensionierung im Jahr 1993 innehatte. 1966 wurde er zusätzlich zum Honorarprofessor an der Technischen Universität Hannover berufen.
Zu Manfred Röhrs’ Aufgaben in Hannover gehörte anfangs die Vermittlung zoologischen Grundlagenwissens an die angehenden Tierärzte – eine Aufgabe, die zuvor vom Institut für Parasitologie miterledigt worden war. Bereits ein Jahr später, 1966, wurde die Tierärztliche Hochschule, die Technische Universität und die Medizinische Hochschule Hannover vom niedersächsischen Kultusminister aufgefordert, ein gemeinsames Biologie-Studium für Diplom-Studierende und Lehramtsanwärter einzurichten. Daraufhin wurde das Institut für Zoologie erheblich ausgebaut und binnen weniger Jahre zusätzlich zur Ausbildung der Medizinstudenten auch Kernbestandteil des Studiengangs Biologie in Hannover.
In einem Nachruf des Hamburger Säugetierforschers Harald Schliemann hieß es, bei Röhrs’ Forschungsvorhaben habe es sich „vornehmlich um Fragen und Probleme der Domestikation und der Evolution“ gehandelt. Insbesondere sei das Gehirn von Haus- und Wildtieren „Gegenstand zahlreicher Untersuchungen und Betrachtungen“ gewesen. Daneben gab es Arbeiten, „die der Systematik der Säuger oder der Variabilität einzelner Merkmale bei Haustieren und Wildarten gewidmet“ waren. Das Material für seine Untersuchungen habe er „zu einem guten Teil auf seinen Reisen selbst gesammelt.“
Neben der Betreuung zahlreicher Diplom-, Staatsexamens und Doktorarbeiten war Röhrs von 1974 bis 1976 Rektor der Tierärztlichen Hochschule, zeitweise Vertreter Niedersachsens auf der Westdeutschen Rektorenkonferenz sowie von 1984 bis 1990 Vorsitzender des Wissenschaftlichen Beirats des Deutschen Primatenzentrums.
Seit 1978 war er ordentliches Mitglied der Braunschweigischen Wissenschaftlichen Gesellschaft.

## Schriften (Auswahl)
- mit Wolf Herre: Haustiere – zoologisch gesehen. Springer Spektrum, 2. erweiterte Aufl. 1990, ISBN 978-3-64239393-8.
- mit Peter Ebinger: Bemerkungen zu den intraspezifischen und interspezifischen Beziehungen Hirngewicht – Körpergewicht sowie Rückenmarksgewicht – Körpergewicht bei Caniden. In: Zeitschrift für Säugetierkunde. Band 63, 1998, S. 173–178, Volltext (PDF).
- Domestikationsbedingte Hirnänderungen bei Musteliden. In. Zeitschrift für zoologische Systematik und Evolutionsforschung. Band 24, Nr. 3, 1986, S. 231–239, doi:10.1111/j.1439-0469.1986.tb00631.x.
- Cephalisation bei Caniden. In. Zeitschrift für zoologische Systematik und Evolutionsforschung. Band 24, 1986, S. 300–307, doi:10.1111/j.1439-0469.1986.tb00637.x.
- Höherentwicklung in der Stammesgeschichte. In: Abhandlungen der Braunschweigischen Wissenschaftlichen Gesellschaft. Band 36, 1984, S. 129–134.
- mit Paul Ebinger und Hernando De Macedo: Hirngrößenänderung vom Wild‐ zum Hausmeerschweinchen. In: Zeitschrift für zoologische Systematik und Evolutionsforschung. Band 22, Nr. 1, 1984, S. 77–80, doi:10.1111/j.1439-0469.1984.tb00564.x.
- mit Paul Ebinger: Wolfsunterarten mit verschiedenen Cephalisationsstufen? In: Zeitschrift für zoologische Systematik und Evolutionsforschung. Band 18, Nr. 2, 1980, S. 152–156, doi:10.1111/j.1439-0469.1980.tb00736.x.
- mit Wolf Herre: Experimentelle Beiträge zur Stammesgeschichte der Vögel. Ergebnisse zoologischer Domestikationsforschung. In: Journal für Ornithologie. Band 111, 1970, S. 1–18, doi:10.1007/BF01668177.
- mit Dieter Kruska: Der Einfluß der Domestikation auf das Zentralnervensystem und Verhalten von Schweinen. In: Deutsche tierärztliche Wochenschrift. Band 75, 1969, S. 514–518.
- Hirngröße und Körpergröße bei südamerikanischen Caniden. In: Mitteilungen des Hamburgischen Zoologischen Museums und Instituts. Ausgabe 1964, S. 195–198.
- mit Wolf Herre: Zur Frühentwicklung der Haustiere. Die Tierreste der neolithischen Siedlung Fikirtepe am Kleinasiatischen Gestade des Bosporus. In: Zeitschrift für Tierzüchtung und Züchtungsbiologie. Band 75, Nr. 1–4, 1961, S. 110–127, doi:10.1111/j.1439-0388.1961.tb01300.x.
- mit Wolf Herre und Hans Frick: Über Ziele, Begriffe, Methoden und Aussagen der Haustierkunde. In: Zeitschrift für Tierzüchtung und Züchtungsbiologie. Band 76, Nr. 1–4, 1961, S. 114–124, doi:10.1111/j.1439-0388.1961.tb01201.x.
- Biologische Anschauungen über Begriff und Wesen der Domestikation. In: Zeitschrift für Tierzüchtung und Züchtungsbiologie. Band 76, 1961, S. 1–23.
- Allometrieforschung und biologische Formanalyse. In: Zeitschrift für Morphologie und Anthropologie. Band 51, 1961, S. 281–321.
- Allometrische Untersuchungen an Canidengehirnen. In: Verhandlungen der Deutschen Zoologischen Gesellschaft. Frankfurt am Main 1959, S. 297–307.
- Neue Ergebnisse und Probleme der Allometrieforschung. In: Zeitschrift für wissenschaftliche Zoologie. Band 162,1959, S. 1–95.
- Allometrische Studien in ihrer Bedeutung für Evolutionsforschung und Systematik. In: Zoologischer Anzeiger. Band 160, 1958, S. 277–294.
- Vergleichende Untersuchungen an Wild- und Hauskatzen. In: Zoologischer Anzeiger. Band 155, 1955, S. 8–16.

## Belege
1. 1 2  Harald Schliemann: Nachruf auf Prof. Dr. Manfred Röhrs. In: Zoologie 2006. Mitteilungen der Deutschen Zoologischen Gesellschaft. Marburg an der Lahn 2006, S. 59–61, Volltext (PDF).
2. ↑  40 Jahre Deutsches Primatenzentrum, S. 20.
3. ↑  Die BWG gedenkt ihrer verstorbenen Mitglieder. In: bwg-nds.de. Braunschweigische Wissenschaftliche Gesellschaft, abgerufen am 7. April 2023.

| Personendaten    | Personendaten                          |
| ---------------- | -------------------------------------- |
| NAME             | Röhrs, Manfred                         |
| KURZBESCHREIBUNG | deutscher Zoologe und Haustierforscher |
| GEBURTSDATUM     | 22. September 1927                     |
| GEBURTSORT       | Rotenburg (Wümme)                      |
| STERBEDATUM      | 10. November 2005                      |